# Beschäftigtenverband Industrie, Gewerbe, Dienstleistung
Der Beschäftigtenverband Industrie, Gewerbe, Dienstleistungen (BIGD) ist eine Gewerkschaft im Christlichen Gewerkschaftsbund mit Sitz in Duisburg. Er wird von der Geschäftsstelle der Christliche Gewerkschaft Metall Landesverband Nordrhein-Westfalen mit betreut. Die BIGD wurde im Sommer 2003 in Duisburg gegründet. Ihre Mitgliederzahlen sind nicht bekannt. Vorsitzender ist Günter Eickmeier.
Das Arbeitsgericht Duisburg hat am 22. August 2012 entschieden, dass der BIGD nicht tariffähig ist und auch am 1. Januar 2010 nicht tariffähig war. Dem Verband fehle es insbesondere an der Tarifmächtigkeit.
Die BIGD kämpft für ein freiheitliches Gewerkschaftswesen und lehnt eine Funktionsherrschaft der DGB-Gewerkschaften ab. Sie erstrebt mehr Mitbestimmung in den Betrieben. Außerdem vertritt sie ihre Mitglieder in allen Bereichen des Tarif-, Arbeits- und Sozialrechtes. Sie fordert eine gerechte Bezahlung der weiblichen Arbeitnehmer und wendet sich gegen jegliche Diskriminierung.
Die BIGD erhebt bis auf einen Mindestbeitrag keine festen Beiträge. Die Mitglieder können ihren Beitrag selbst festlegen. Die Leistungen der Gewerkschaft, wie Streikgeld und Freizeitunfallversicherung, inklusive Krankenhaustagegeld und Sterbegeld, hängen jedoch vom Beitrag ab. Sie bietet ihren Mitgliedern Rechtsschutz in allen Streitfällen vor den Arbeits- und Sozialgerichten. Die BIGD hat einige Betriebsgruppen und Betriebsratsmandate.
Der 2. Bundesgewerkschaftstag fand am 8. November 2008 in Duisburg statt. Am 18. Oktober 2013 fand in Duisburg der erste außerordentliche Bundesgewerkschaftstag statt, da der bisherige Bundesvorsitzende der BIGD, aus gesundheitlichen Gründen sein Amt niederlegen musste.
Die Delegierten wählten einen neuen Hauptvorstand der aus sechs Mitgliedern besteht.
Das ZDF Fernsehmagazin Frontal21 behauptete in der Sendung vom 8. Februar 2011, dass die ARTOS Beteiligungen und Management GmbH aus Dortmund tausende Arbeitnehmer ihrer Zeitarbeitsfirmen eine Mitgliedschaft in der BIGD vermittelt habe. Ferner habe die BIGD einem Haustarifvertrag mit einem Stundenlohn von 4,81 Euro zugestimmt. Der CGB und die Christliche Gewerkschaft Metall NRW warfen Frontal21 eine schlechte Recherche vor: So sei der BIGD nichts von über 1.500 geworbenen Mitgliedern in der ARTOS Unternehmensgruppe bekannt. Aufgrund von Dumpinglöhnen von 4,81 Euro habe die BIGD die Tarifpartnerschaft mit der ARTOS Gruppe bereits Mitte 2006 aufgekündigt.